# Amores (álbum de Tamara)
Amores es el séptimo álbum de estudio de la cantante Tamara.

## Sinopsis
El material discográfico contiene 12 temas, producidos por Kike Santander

## Canciones del disco
| N.º | Título                                           | Escritor(es)                            | Duración |  |
| 1.  | «Cómo tenerte otra vez»                          | Gustavo Santander, Fernando Osorio      | 3:39     |  |
| 2.  | «Cada día»                                       | Raúl Bioque                             | 3:58     |  |
| 3.  | «En los cuentos de hadas»                        | Ovidio López, Luis Mendes               | 3:58     |  |
| 4.  | «Amores que van y vienen» (con David Bustamante) | José Abraham, Manuel Jalón, Juanma Leal | 3:10     |  |
| 5.  | «No quiero nada sin ti»                          | Rafael Rey                              | 3:25     |  |
| 6.  | «Ánclame»                                        | Raúl Bioque                             | 3:10     |  |
| 7.  | «Si es verdad»                                   | Raúl Bioque                             | 3:59     |  |
| 8.  | «Nadie»                                          | Kike Santander, Daniel Betancourth      | 3:16     |  |
| 9.  | «Tú no sabes nada»                               | José Abraham, Juanma Leal               | 4:02     |  |
| 10. | «Que sepas»                                      | Kike Santander                          | 3:28     |  |
| 11. | «Cuando suena el río»                            | Kike Santander                          | 3:31     |  |
| 12. | «Basta»                                          | Kike Santander                          | 4:00     |  |

## Créditos y personal
- Producer: Kike Santander, José Luis De La Peña
- Arreglista: Milton Salcedo
- Co-arreglista: Daniel Betancourt, José Luis Arroyave
- Guitarra acústica, ingeniero de grabación: Manny López
- Guitarra acústica: Rey Ríos
- Batería: Lee Levin
- Pedal  Steel: Pablo Uribe
- Trompeta: Dante Vargas
- Percusión: Richard Bravo
- Orchestra  Contractor: Miami Symphonic Orchestra
- Concertina: Alfredo Oliva
- Coro: Vicky Echeverri
- Ingeniero de mezcla: Boris Milán, Andrés Saavedra
- Bajo: Rodrigo Cárdenas
- Guitarra eléctrica: Dan Warner
- Guitarra: Marco Aurelio Sánchez, Alejandro Ruiz